# 캐나다 공산당
캐나다 공산당(영어: Communist Party of Canada)은 1921년 창당된 캐나다의 마르크스-레닌주의 정당이다. 캐나다의 공산주의 지도자이자, 메스를 놓지 않은 혁명가로 불리며 존경받는 노먼 베순도 캐나다 공산당의 당원이었다.